# Sceptuchus baehri
Sceptuchus baehri es una especie de mantis de la familia Iridopterygidae.

## Distribución geográfica
Se encuentra en Nepal.